# Женская сборная Гватемалы по баскетболу 3×3
Женская сборная Гватемалы по баскетболу 3×3 представляет Гватемалу на международных соревнованиях по баскетболу 3×3. Управляющим органом является Федерация баскетбола Гватемалы (исп. Federación Nacional de Baloncesto de Guatemala, FNBG).
По состоянию на 16 сентября 2024, женская сборная Гватемалы по баскетболу 3×3 занимает 85-е место в мировом рейтинге ФИБА женских сборных по баскетболу 3×3.

## Результаты выступлений
| Турнир                           | Золото | Серебро | Бронза | Всего |
| -------------------------------- | ------ | ------- | ------ | ----- |
| Чемпионат Америки (3×3 AmeriCup) | —      | —       | —      | —     |
| Итого                            | —      | —       | —      | —     |

### Чемпионат Америки по баскетболу 3×3 (AmeriCup)
| Год         | Место          | Игры           | Победы         | Поражения      | Состав команды                                                            |
| ----------- | -------------- | -------------- | -------------- | -------------- | ------------------------------------------------------------------------- |
| Майами 2021 | 10             | 2              | 0              | 2              | Mishelle García, Vicky Juarez, Nathaly Pinelo, Gabriela Vallecillo        |
| Майами 2022 | 11             | 2              | 0              | 2              | Mishelle García, Vicky Juarez, Nathaly Pinelo, Luisa Fernanda Rivas Román |
| 2023        | не участвовали | не участвовали | не участвовали | не участвовали | не участвовали                                                            |